# Ordine medico militare
L'ordine medico militare fu un ordine cavalleresco fondato nell'ambito del regno di Baviera.

## Storia
L'ordine venne fondato il 16 ottobre 1914 dal re Luigi III di Baviera, con l'intento di ricompensare gli ufficiali medici d'esercito e di marina che si fossero distinti in tempo di guerra sul campo di battaglia o negli ospedali militari nella cura di pazienti in fin di vita o con ferite gravi.
Era suddivisa in due classi:
- cavaliere di I classe (oro)
- cavaliere di II classe (argento)

La medaglia venne conferita in soli 164 esemplari e i cavalieri di I classe avevano diritto ad una pensione annua di 600 marchi, contro i 300 della II classe.

## Insegne
La medaglia consisteva in una croce smaltata di bianco e bordata d'oro, al centro della quale si trovava un medaglione blu di Prussia con incisa in oro l'iniziale del fondatore "L" (per Luigi III) coronata sempre in oro. Attorno, una fascia smaltata di bianco riportava l'anno di fondazione "1914" ed alcune decorazioni in oro. Sul retro, invece, si trovava l'iscrizione in tedesco FÜR VERDIENSTE IM KRIEGE ("per il servizio di guerra").
Il nastrino dell'ordine era nero con una fascia azzurra e bianca su ciascun lato.